# کاغذ عکاسی

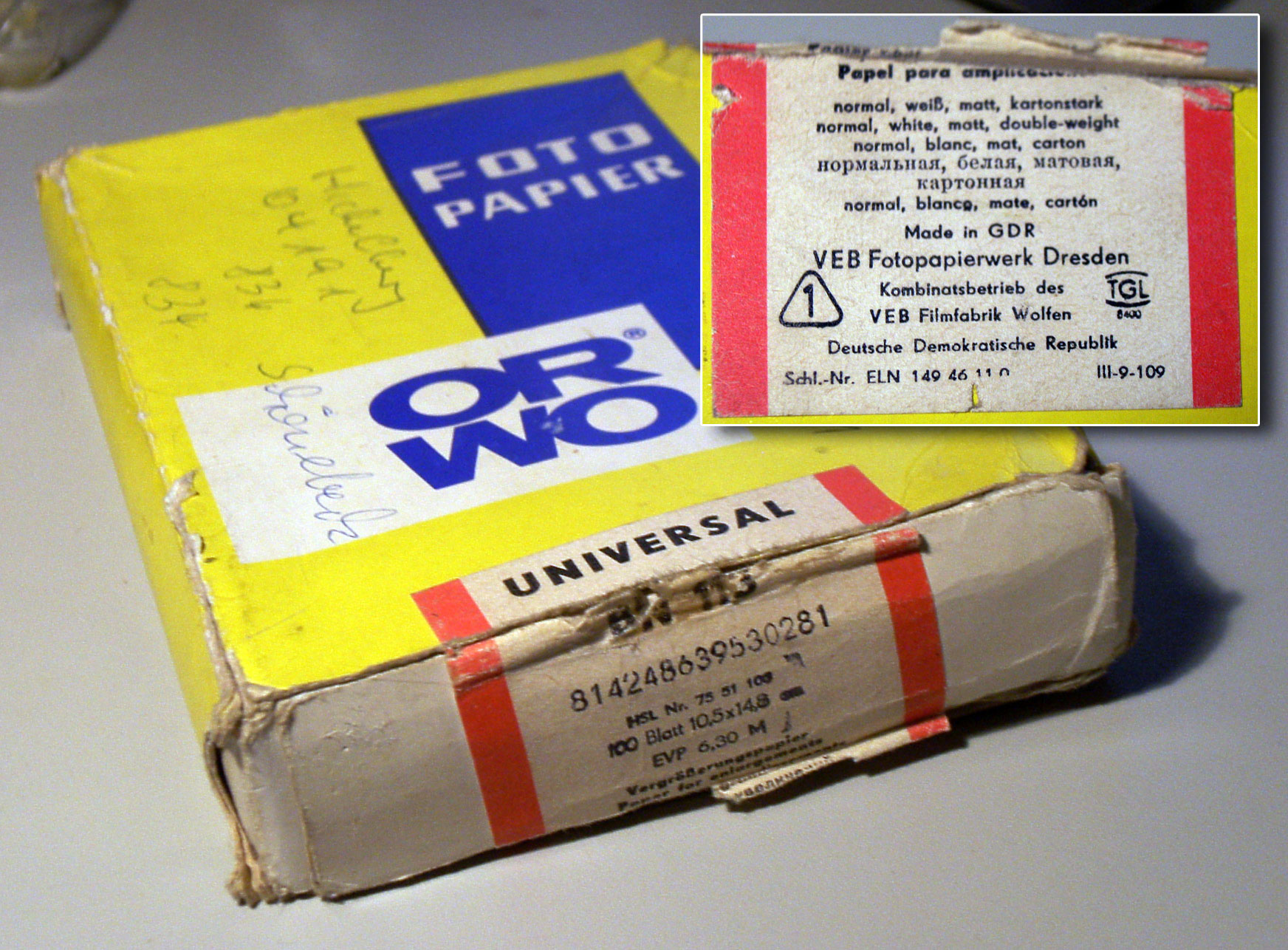
یک بسته کاغذ اُروو

کاغذ عکاسی، کاغذی با پوشش مواد شیمیایی حساس به نور است که برای چاپ عکس مورد استفاده قرار می‌گیرد.
کاغذ عکاسی برای انواع چاپ: چاپ تماسی (Contact) یا با استفاده از آگراندیسور (Enlarger) مورد مصرف دارد. تقریباً کاغذ عکاسی شبیه به فیلم عکاسی است، و از ترکیب ژلاتین و نقره برمید ساخته می‌شود، با این تفاوت که پایه کاغذ عکاسی از فیبر است.

## تاریخچه
تاثیر نور در تیره شدن کاغذ اندود شده به مواد شیمیایی، توسط ام. چارلز در سال ۱۸۰۰ میلادی یا توسط توماس وج وود در سال ۱۸۰۲ میلادی کشف شد، و در سال ۱۸۴۳ میلادی توسط: سندی اسمیت (Sydney Smith)، فرانسیس جفری جفری (Francis Jeffrey Jeffrey)، مک‌ویر ناپایر (Macvey Napier)، ویلیام امسون (William Empson)، جورج کارنوال (George Cornewall).
اولین کاغذهای عکاسی منفی - مثبت عکاسی که نسل کاغذهای کنونی است، توسط هنری فاکس تالبوت عرضه گردید.
کاغذهای سنتی هنوز هم به صورت تجاری در بازار موجود است.

## انواع کاغذ عکاسی
- کاغذهای منفی - مثبت، که برای چاپ از نگاتیو کاربرد دارند.
- کاغذهای مثبت - مثبت، که برای کارهای پولاروید استفاده می‌شوند.
- کاغذهای مثبت - مثبت، که برای چاپ از فیلم‌های مثبت (ریورسال) مصرف می‌شوند.[۱]

## ساختار

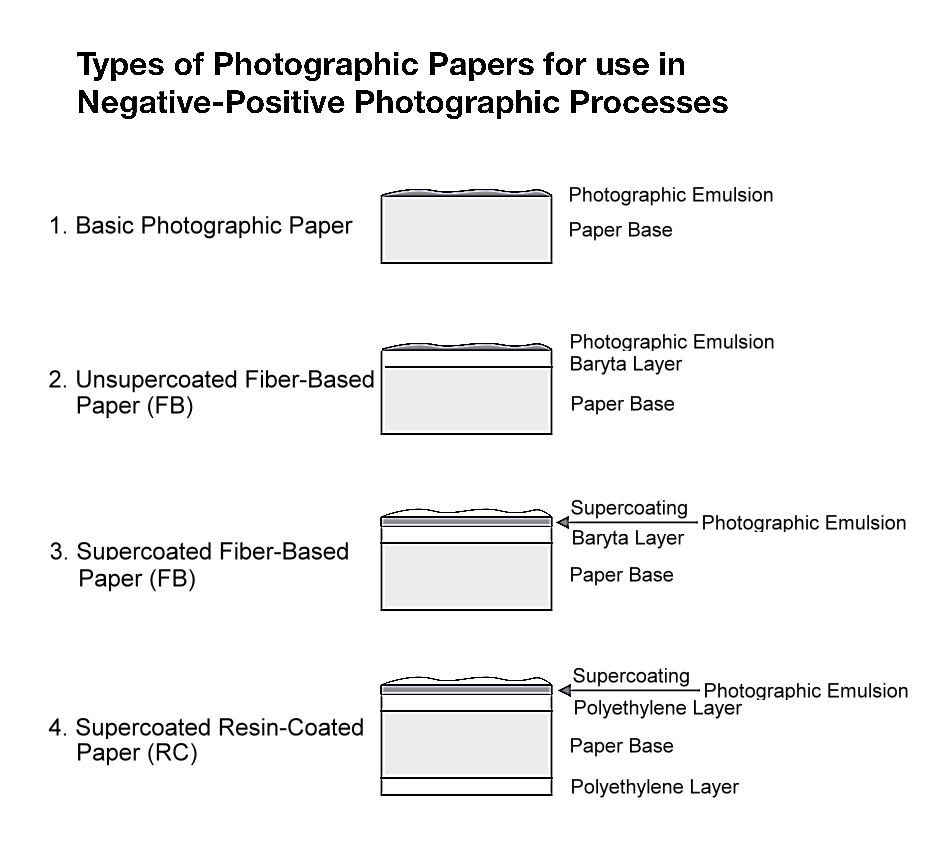
ساختار یک کاغذ عکاسی منفی - مثبت.

تمامی کاغذهای عکاسی از یک لایه حساس به نور (هالیدهای نقره) که با لایه ژلاتینی بر روی آن چسبیده است، تهیه می‌شوند. از نظر جنس پایه آنهایی که با علامت (FB) مشخص می‌شوند، پایه فایبر دارند و آنهایی که با علامت (RC) دارند دارای پوشش رزینی هستند.